# 15-й окремий батальйон ВВ МВС (Україна)
15-й окремий батальйон (15 ОБ, в/ч 3055) — підрозділ у складі Кримського оперативно-територіального об'єднання Внутрішніх військ МВС України.
Спеціальна моторизована військова частина міліції 3055 розташовувалася у всесвітньо відомому місті — курорті Євпаторії. У зону її відповідальності входили західні райони півострова на прибережних територіях, де знаходяться санаторії та лікувальні центри. Частина складалася з патрульних підрозділів та підрозділів забезпечення.

## Історія
Історія частини розпочалася з Постанови Кабінету Міністрів України № 639 від 11 серпня 1995 року «Про заходи по розв'язанню політико – правових, соціально – економічних та етнічних проблем в Автономній республіці Крим». У відповідності до вимог даної Постанови, восени 1995 року у місті Євпаторія було сформовано спеціально моторизовану військову частину міліції внутрішніх військ. Метою формування батальйону внутрішніх військ в Євпаторії було забезпечення надійного громадського порядку на вулицях курортного міста та надання допомоги міському відділу внутрішніх справ у боротьбі зі злочинністю.
Зоною відповідальності частини було визначено західну частину півострову (Євпаторія – Сакський – Чорноморський – Раздольненський райони).
Завдання по утворенню частини було покладено на підполковника Мірошниченко Анатолія Леонідовича. В 1995 року він прийняв об'єкти колишнього Російського військового містечка військової частини 77115 - гвардійського кадрованого полку берегової оборони Чорноморського флоту.
До речі, штаб частини розміщується у двохповерховому будинку, який є архітектурною пам'яткою Євпаторії – він був збудований в 1908 році, як готель «Ореол» в стилі «модерн».
6 січня 1996 року батальйон був повністю сформований, а з 28 квітня 1996 року особовий склад приступив до несення патрульно-постової служби у місті Євпаторія на 20 маршрутах.
Наказом Міністра Внутрішніх Справ № 327 від 20 травня 1996 року на честь перейменування військ конвойної та внутрішньої охорони у Внутрішні війська МВС України, днем створення частини було визначено 31 жовтня 1995 року.
Незважаючи на велике службове навантаження, коли кількість мешканців у курортний сезон тут збільшується в п'ять разів військовослужбовці зарекомендували себе у населення з кращого боку. В січні 1998 року після прориву дамби на озері Сасик – Сиваш, вода затопила робітниче селище заводу «Сільпром», особовий склад частини перший прибув на місце стихійного лиха та в максимально короткій термін, допоміг евакуюватися населенню та взяли під охорону від мародерів їх майно.
В грудні 2005 року, не зважаючи на жорсткі природні умови, військовий оперативний резерв частини забезпечував громадський порядок під час здійснення карантинно-обмежувальних заходів, пов'язаних з епідемією пташиного грипу у районному центрі Чорноморське.
В грудні 2008 року особовий склад частини першим прибув на місце обвалу багато поверхового дому в м. Євпаторія, оточив місце аварії та надав допомогу потерпілим до приїзду працівників МНС

## Командування
- підполковник Мірошниченко Анатолій Леонідович
- полковник Анатолій Коваленко (2014)